# Cámara Santa d'Oviedo
Pour les articles homonymes, voir Cámara, Santa et Oviedo (homonymie).

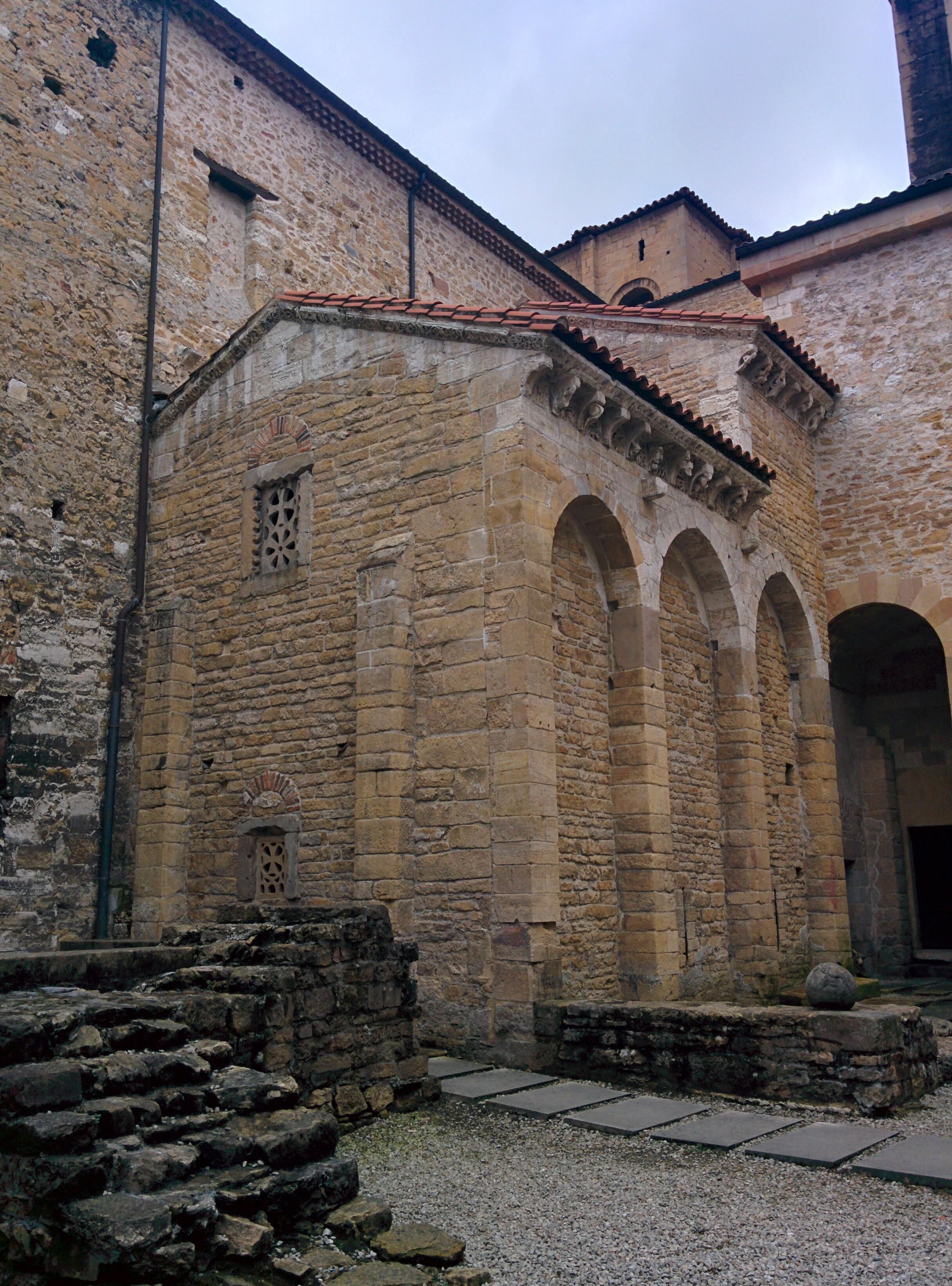
Façade latérale de la Cámara Santa

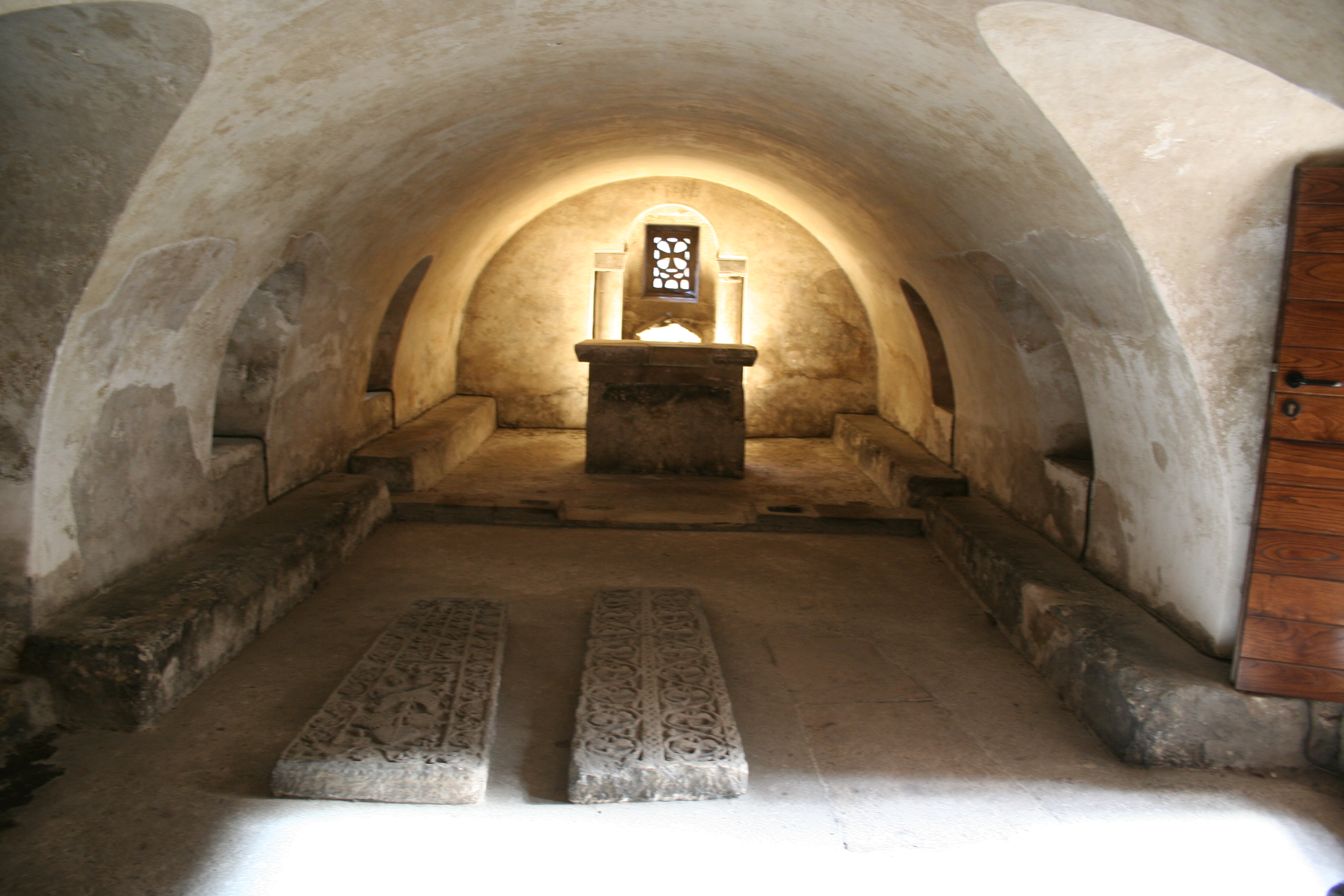
Crypte de Sainte Léocadie

La Cámara Santa (ou « Chambre Sainte » en français) dans la cathédrale San Salvador d'Oviedo, composée d'une pièce en sous sol, la crypte de Léocadie, et d'une pièce en rez-de-chaussée, est le lieu d'exposition de chefs-d'œuvre d'orfèvrerie, et du Suaire d'Oviedo.

## Présentation
Édifiée au début du IXe siècle, par Alphonse II le Chaste (791–835) pour abriter un coffre contenant d'insignes reliques rapportées de Tolède après la chute du royaume wisigoth. 
La Cámara Santa a été transformée à l'époque romane, puis détruite par une explosion de dynamite en 1934. Reconstituée, elle a retrouvé maintes œuvres d'art.
Dans le vestibule, six groupes d'apôtres forment un ensemble de statues-colonnes stylisées qui comptent parmi les œuvres les plus magistrales de la sculpture espagnole romane du XIIe siècle. Remarquer également la tête du Christ au-dessus de l'entrée.
L'artiste a été influencé par le Portique de la Gloire de la Cathédrale de Saint-Jacques-de-Compostelle, ce qui n'est pas surprenant car la Cámara Santa fait l'objet d'un détour très fréquenté sur le chemin des pèlerins. Comme le disait les pèlerins « Qui a esté à Sainct Jacques / Et n'esté à Sainct Salvateur / A visité le serviteur / Et a laissé le Seigneur.»
Les chapiteaux qui surmontent les colonnes présentent le mariage de Joseph et Marie, les Saintes Femmes au tombeau, des scènes de chasse au lion et au sanglier.

Salle en rez-de-chaussée
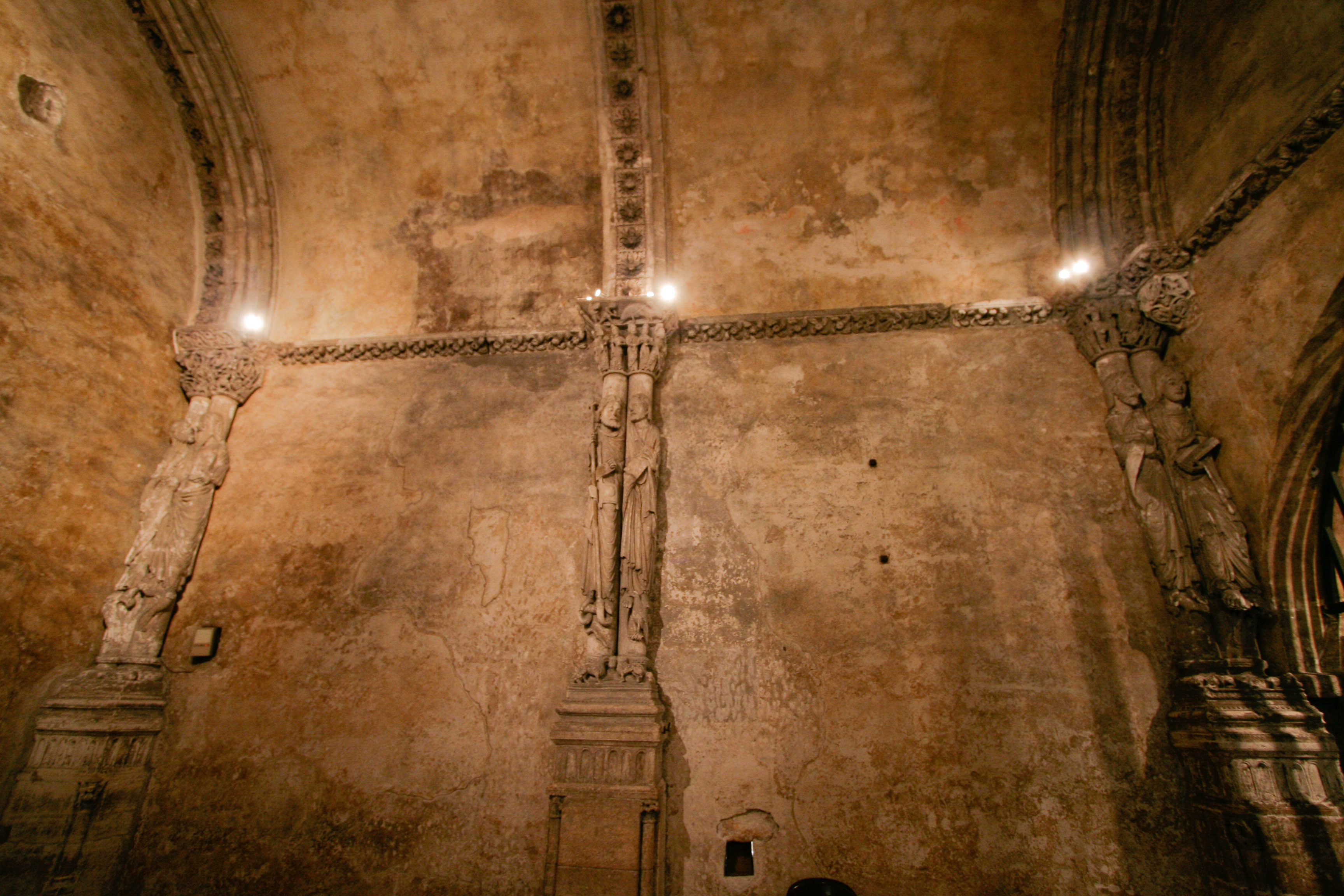
Mur latéral gauche de la Cámara Santa.
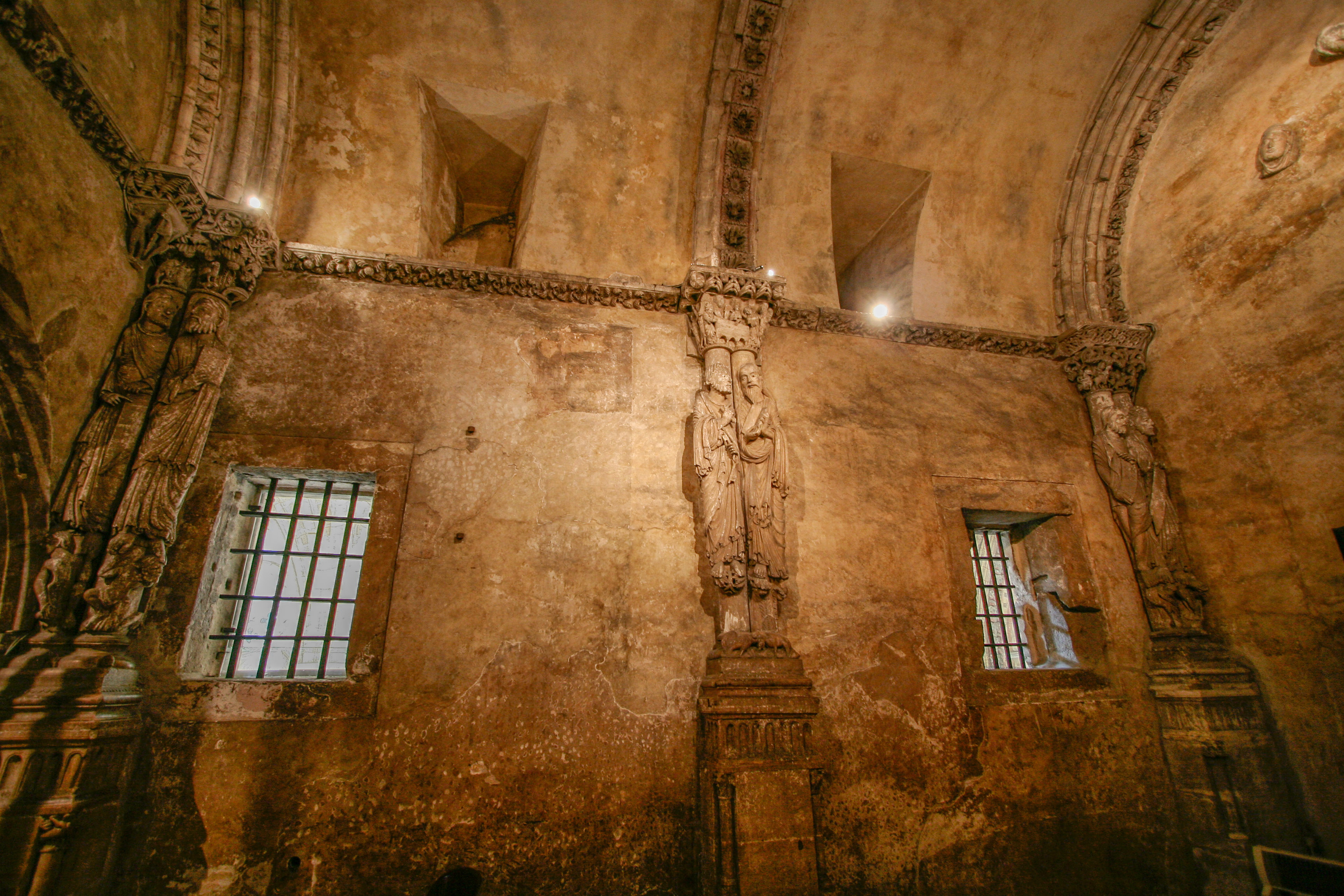
Mur latéral droit. On peut voir six des sculptures romanes.

## Le trésor de la Cámara Santa
L'abside abrite un trésor composé de pièces d'orfèvrerie ancienne tout à fait remarquables.

### La «Croix des Anges»

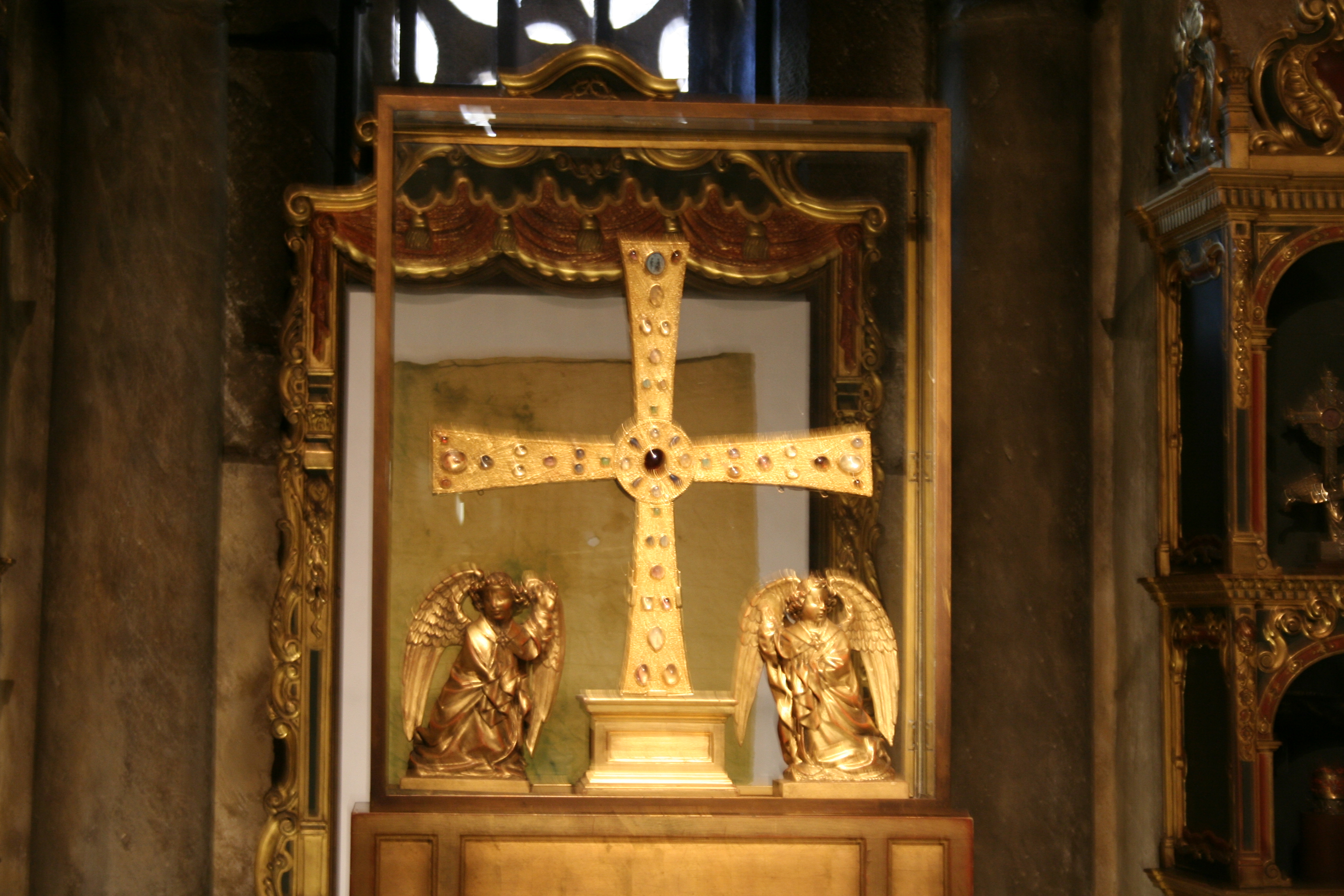
La Croix des Anges

La Chronique de Silos raconte que deux pèlerins, orfèvres de métier, se présentèrent, au sortir de l'église d'Oviedo, au roi Alphonse II le Chaste qui accepta leurs services. Or ces mystérieux pèlerins n'étaient autres que des anges, qui disparurent dès le lendemain.
Cette légende, qui donna son nom à cette croix refléterait une vérité historique, la venue à Oviedo d'orfèvres formés outre Pyrénées, peut-être envoyés par Charlemagne au roi Alphonse II.
Une inscription gravée au revers précise qu'elle fut commandée par le roi Alphonse II et achevée en 808.
C'est un reliquaire sous forme de croix grecque, qui rappelle les prototypes hispano-gothiques ou carolingiens, avec un disque dans le centre ; l'âme de bois est plaquée en or et rehaussé de cabochons et de camées antiques.

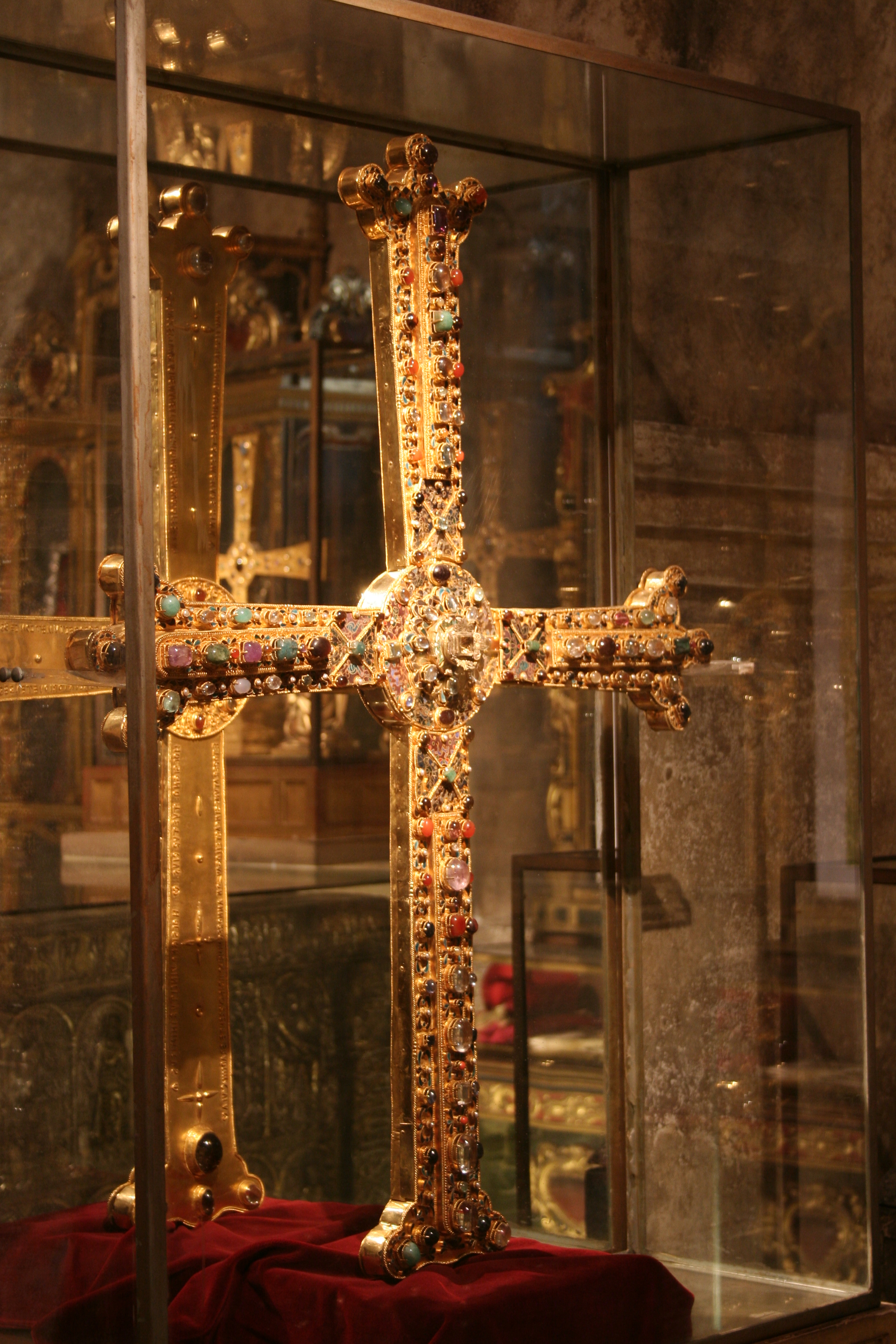
La Croix de la Victoire

Dérobée en 1977, la Croix des Anges a pu être retrouvée, puis restaurée. 

### La «Croix de la Victoire»
Commandée par Alphonse III à l'atelier royal du château de Gauzon, elle date de l'an 908. Recouverte d'or ciselé et de pierreries qui fut portée, selon la légende, par Pelage lors de la victoire de Covadonga.
Ce chef-d’œuvre de filigrane d'or rehaussé de cabochons et de camées antiques a très tôt passé pour le symbole du petit royaume asturien : en effet, sa forme reproduit, dit-on, la légendaire croix de lumière apparue à Pélage lors de la bataille de Covadonga, par analogie avec la vision qu'aurait eue Constantin (272-306-337) à la bataille du pont Milvius en l’an 312. Aussi cette croix figurera-t-elle partout dans les fresques et manuscrits asturiens et mozarabes.

### Le «Coffret aux Agates»

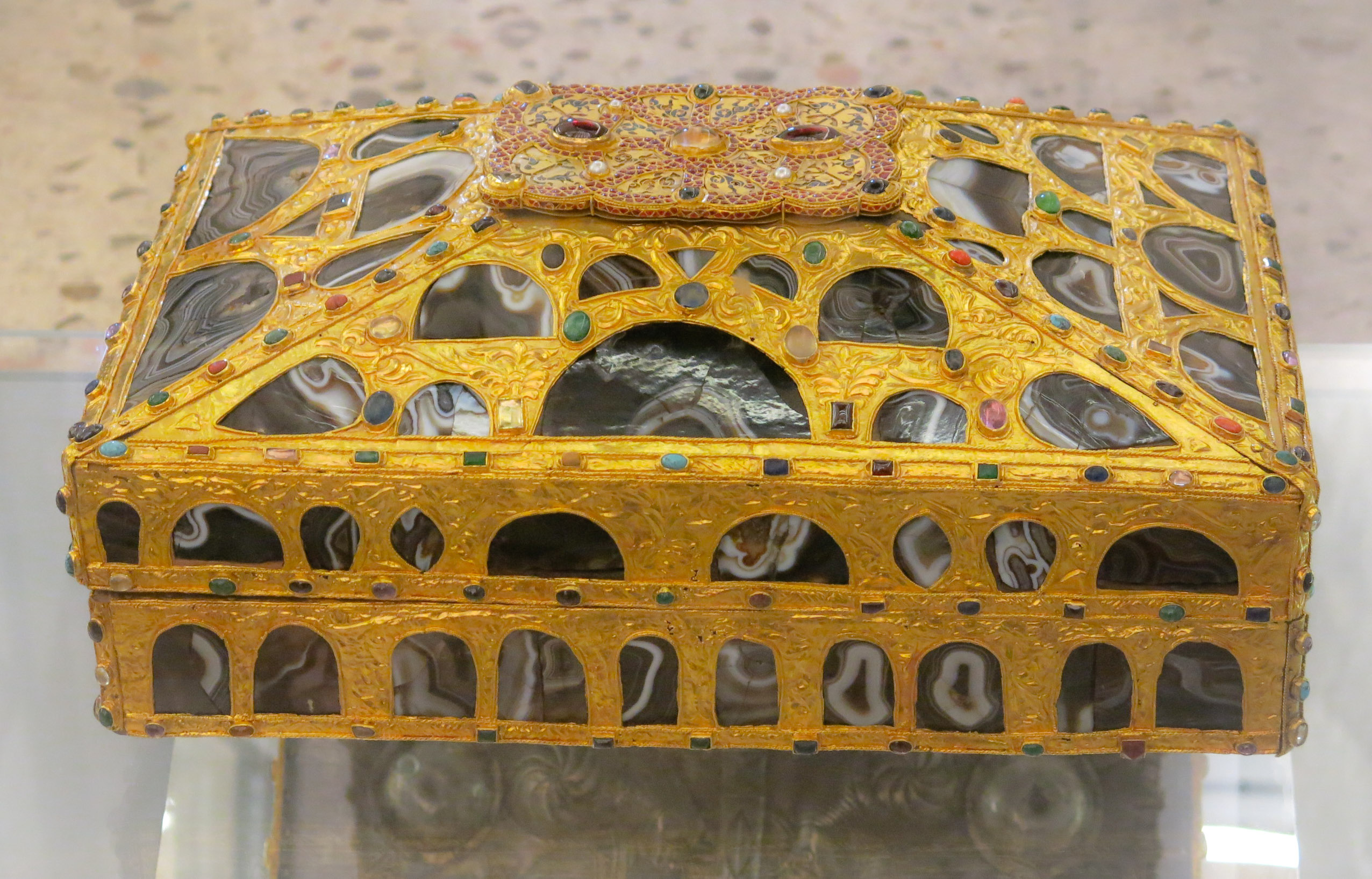
Le Coffret aux Agates

Don du roi Fruela II (924-925) et de la reine Nunilo, il présente un couvercle en forme de pyramide tronquée. Au sommet, une petite plaque d'orfèvrerie d'origine carolingienne atteste une fois de plus le rôle essentiel que joue la notion de remploi dans cet art du haut Moyen Âge. Il s'agit, semble-t-il, d'un élément offert par Charlemagne au souverain d'Oviedo. Les arcades que forme le revêtement d'or encadrant les surfaces d'agate (ou d'onyx ?) évoquent l'architecture.

### L' «Arca Santa»

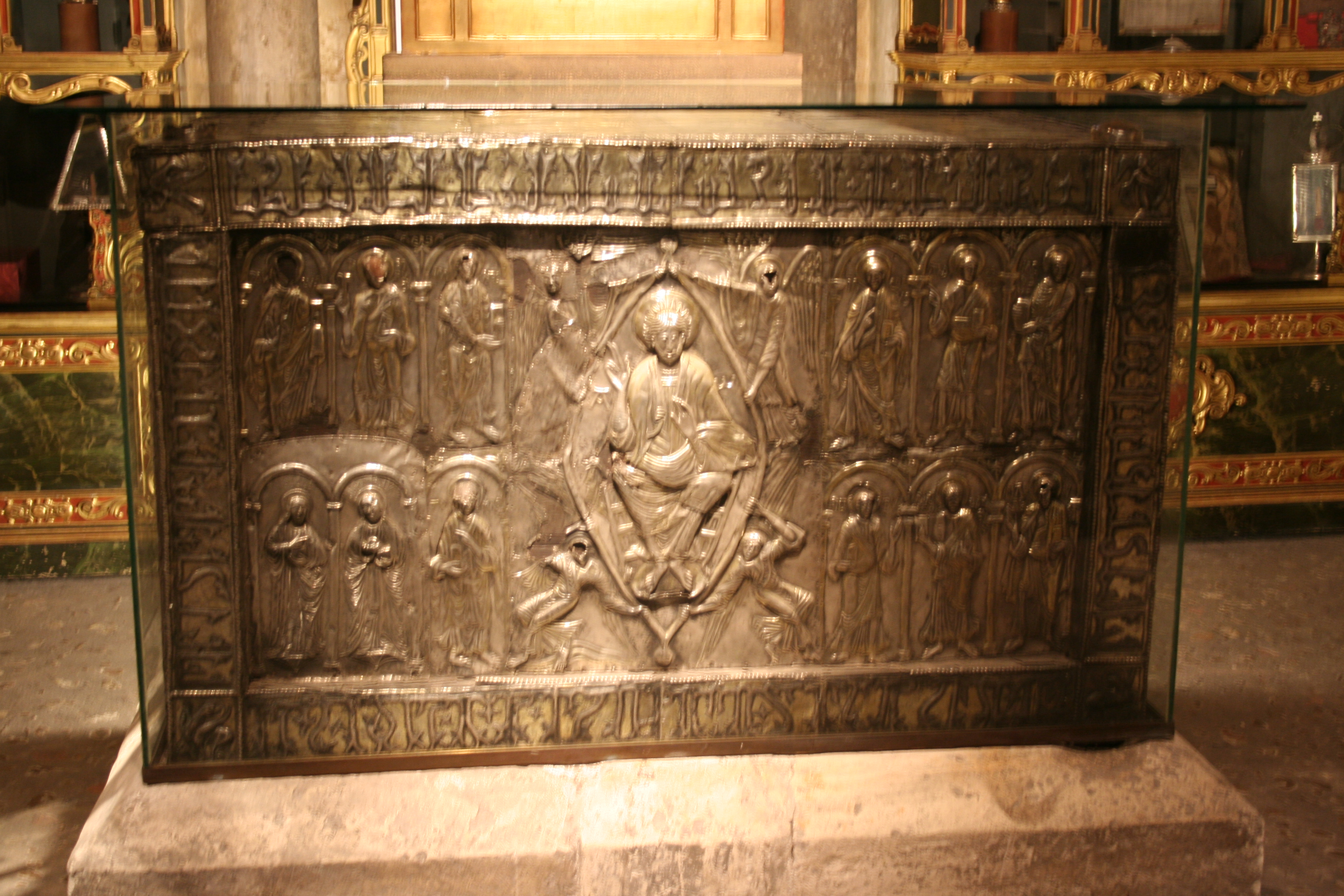
L'Arca Santa

Il s'agit un coffret de bois de chêne recouvert d'argent, contenant des reliques de Jésus et Marie, dont le Saint-Suaire. Ce coffret proviendrait d'une ancienne arche ou caisse en bois de cèdre se trouvant à Jérusalem, qui a été éloignée de cette ville en 614 lorsque les perses se sont emparés de la cité. Après un séjour à Alexandrie, l'arche est arrivée en Espagne. Menacée par l'invasion musulmane, l'Arche a été cachée durant 80 ans dans la grotte de Santo Toribio dans le mont Monsacro (es). Finalement, entre 812 et 842, elle a été transportée par Alphonse II le Chaste jusqu'à Oviedo, lieu où elle est conservée depuis. En 1113, l'Arche a été recouverte d'argent sur les indications de la reine Doña Urraque.

### Le «Livre des Testaments»

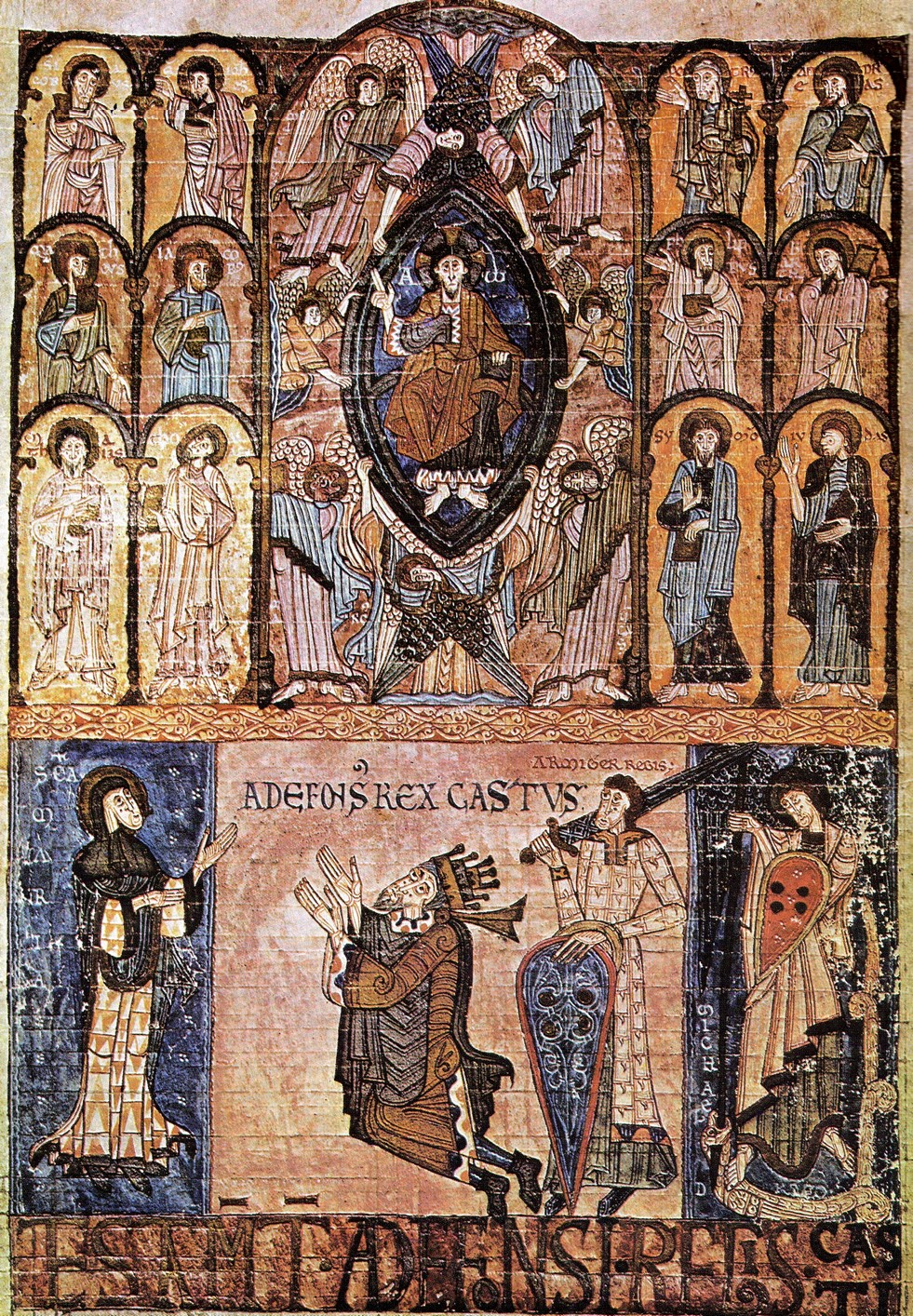
Page illustrée du Livres des Testaments

Il date des années 1126-1129, nom du recueil de donations et de legs faits par les souverains à la cathédrale d'Oviedo. C’est un somptueux ouvrage de 37 x 23 centimètres, dont les textes sont rédigés dans l'antique écriture mozarabe, presque partout abandonnée à cette époque. Il est orné de treize illustrations purement romanes d'une grande beauté. 